# Джінніфер Ґудвін
Джінніфер Ґудвін (англ. Ginnifer Goodwin; нар. 22 травня 1978, Мемфіс, США) — американська акторка.

## Життєпис
Народилася 22 травня 1978 року в місті Мемфіс, штат Теннессі, у родині співробітниці компанії FedEx і власника студії звукозапису.
З раннього віку знала, що буде акторкою. Відразу після школи поїхала вчитися акторській майстерності в Бостонський університет, пізніше продовжила навчання в Лондоні в Королівській академії драматичного мистецтва. Під час навчання в академії Ґудвін виходила на сцену у складі Королівської шекспірівської трупи і встигла зіграти Жанну д`Арк, Офелію і Джесіку в «Венеціанському купці».
Закінчивши академію, Ґудвін якийсь час живе в Бостоні, грає там в Гантінгтонському театрі, незабаром ненадовго переїжджає в Нью-Йорк, з якого вирушає в Лос-Анджелес підкорювати Голлівуд.
У 1990 році дебютувала на телебаченні в епізоді серіалу «Закон і порядок». Тривалішу роль другого плану зіграє у 2001 році в комедійному серіалі «Ед».
Дебютувала на великому екрані у 2002 році  в комедії «Порно і ціпоньки». У 2003 році Ґудвін разом з Джулією Робертс, Кірстен Данст і Джулією Стайлз з'явилася в феміністичній мелодрамі «Посмішка Мони Лізи». У 2005 році зіграла Вівіан Кеш у біографічній стрічці Джеймса Менголда «Переступити межу», присвяченій історії життя кантрі-співака Джонні Кеша.
Ґудвін стає впізнаваною в США і отримує головну роль у телесеріалі «Велике кохання», у якому знімалася з 2006 по 2011 рік разом із Хлоєю Севіньї та Джинн Тріплгорн втілюючи дружин у поліаморній родині мормонів.
Паралельно активно працює у великому кіно. Знялася в таких фільмах, як: «Птахи Америки», «Самотній чоловік», «Обіцяти - ще не одружитись», «Наречений напрокат».
Нарешті, у 2011 році канал ABC запросив її на роль Білосніжки в серіал «Якось у казці». Завдяки дуже успішному старту серіал був продовжений на 6 сезонів, а Білосніжка Ґудвін стала справжньою зіркою.

## Особисте життя
12 квітня 2014 року одружилася з актором Джошем Далласом. Через місяць після весілля, 29 травня, народила сина Олівера Фінлі Далласа. 1 червня 2016 року — сина Г'юго Вілсона Далласа.

## Фільмографія
| Рік       |    | Українська назва                | Оригінальна назва                            | Роль                                   |
| --------- | -- | ------------------------------- | -------------------------------------------- | -------------------------------------- |
| 2000      | кф |                                 | Zelda: An Extrospective Journey              | Зельда                                 |
| 2001      | с  | Закон і порядок                 | Law & Order                                  | Еріка (Епізод: "Myth of Fingerprints") |
| 2001—2003 | с  | Ед                              | Ed                                           | Даян Снайдер (25 епізодів)             |
| 2003      | ф  | Усмішка Мони Лізи               | Mona Lisa Smile                              | Констанс "Конні" Бейкер                |
| 2004      | ф  | Переступити межу                | Walk the Line                                | Вів'єн Ліберто                         |
| 2005      | мс | Робоцип                         | Robot Chicken                                | різні ролі (7 епізодів)                |
| 2006—2011 | с  | Велике кохання                  | Big Love                                     | Марджин Геффман (53 епізоди)           |
| 2009      | ф  | Обіцяти — ще не одружитись      | He's Just Not That Into You                  | Джилі Філліпс                          |
| 2009      | ф  | Самотній чоловік                | A Single Man                                 | місіс Странк                           |
| 2010      | ф  | Рамона і Бізус                  | Ramona and Beezus                            | тітка Беатріс                          |
| 2011      | ф  | Відвези мене додому             | Take Me Home Tonight                         | Бенкі                                  |
| 2011      | ф  | Наречений напрокат              | Something Borrowed                           | Рейчел Вайт                            |
| 2011—2018 | с  | Якось у казці                   | Once Upon a Time                             | Білосніжка (134 епізоди)               |
| 2013      | тф | Вбивство Кеннеді                | Killing Kennedy                              | Жаклін Кеннеді                         |
| 2014      | мф | Феї і легенда загадкового звіра | Tinker Bell and the Legend of the NeverBeast | Фауна (озвучення)                      |
| 2016      | мф | Зоотрополіс                     | Zootopia                                     | Джуді Гопс (озвучення)                 |
| 2019      | с  | Сутінкова зона                  | The Twilight Zone                            | Ів Мартін (Епізод: "Point of Origin")  |
| 2019      | с  | Чому жінки вбивають             | Why Women Kill                               | Бет Енн Стентон (10 епізодів)          |
| 2023      | мф | Одного разу на студії           | Once Upon a Studio                           | Джуді Гопс (озвучення)                 |
| 2025      | мф | Зоотрополіс 2                   | Zootopia 2                                   | Джуді Гопс (озвучення)                 |